# 如來十號
如來十號，是佛典中佛陀具有的十個名號，包括如來、應供（阿羅漢）、正遍知（正等正覺）、明行足、善逝、世間解、無上士調御丈夫、天人師、佛、世尊（薄伽梵），亦是念佛（佛隨念）的修行項目之一。

## 十號的數目
「如來、應供、正遍知、明行足、善逝、世間解、無上士、調御丈夫、天人師、佛、世尊」為佛陀十號，但其數目為十一個。若計為十號有數種組合，主要有三種：
- 以無上士、調御丈夫為「無上(士)調御丈夫」或「無上丈夫調御士」（出《阿含經》、《集異門論》、《成實論》、《大智度論》、《瑜伽師地論》等）[2][3][4]
- 把佛、世尊算同一名號（出《華嚴經隨疏演義鈔》等）或以世尊作十號的「總名」（出《涅槃经疏》等）[5][6]
- 合世間解、無上士為「世間解無上士」（出北宋天息災所出《十號經》）[7]

## 名號

### 如來（tathāgato）
（梵語、巴利語：tathāgata，陽性單數主格：tathāgato）
- 《金剛經》解：“如來者，無所從來，亦無所去，故名如來。”
- 《成實論》釋：“如來者，乘如實道來成正覺，故曰如來。”
- 《十號經》解釋：“如過去正等正覺，調伏息心得至涅槃，故名如來。”
- 《大乘義章》解：“如三世佛所說不變，故名為如，佛如而來，故名如來。……涅槃宣說，乘六波羅蜜十一空來，故曰如來。”[8]
- 《法蘊足論》解釋:「從菩薩證無上正等菩提夜，乃至佛無餘依般涅槃界夜，於其中間諸有所說、宣暢敷演，一切皆如，無有虛妄、無有變異、諦實如理無有顛倒，皆以如是如實正慧見已而說，故名如來。」

### 應供（arhan，音譯：阿羅漢）
（梵語：arhat，陽性單數主格：arhan；巴利語：arahant，陽性單數主格：arahaṃ）
- 《成實論》解釋：“以煩惱盡故得此法，貪恚痴等是妄語根本，滅此諸結，是故應供。”
- 《十號經》釋：“令彼世間所有衣服臥具飲食湯藥幢幡寶蓋香花燈果，及天上人間最上之物供養於佛，獲得最上富貴吉祥之福，是名應供之號。”
- 《大乘義章》解：“如來諸過悉已斷盡，福田清淨，應受物供故名應供。 [8]
- 《大智度論》解釋：“佛諸結使除盡，得一切智慧故，應受一切天地眾生供養。

### 正遍知（samyaksaṃbuddho，又譯正等覺（者）、正等正覺（者）、三藐三佛陀）
（梵語：samyak-saṃbuddha，陽性單數主格：samyak-saṃbuddho；巴利語：sammā-sambuddha，陽性單數主格：sammā-sambuddho）
- 《成實論》釋：“是正智法從明行生，前際後際及不相續善通達故，得名正智。”
- 《十號經》中為“正等覺”，解釋：“如來具一切智，於一切處無不了知。……復於大乘作意思求歷修諸地，斷盡結習成無上覺，此名正等正覺。”[8]
- 《大智度論》解釋：“知苦如苦相，知集如集相，知滅如滅相，知道如道相。”

### 明行足（vidyācaraṇasaṃpannaḥ，又譯明行圓滿）
（梵語：vidyā-caraṇa-saṃpanna，陽性單數主格：vidyā-caraṇa-saṃpannaḥ；巴利語：vijjā-caraṇa-sampanna，陽性單數主格：vijjā-caraṇa-sampanno）
- 《成實論》釋：“是正智法從明行生，前際後際及不相續善通達，故得名正智，盡行施等波羅蜜故諸明行足。”
- 《十號經》解：“明謂天眼明、宿命明、漏盡明；行足者，為如來身口意業，善修滿足正真清淨。如有大衣鉢等自在觀照而無愛著，於自願力一切之行，修令滿足，號明行足。”[8]

### 善逝（sugato）
（梵語、巴利語：sugata，陽性單數主格：sugato）
- 《成實論》解釋：“餘人亦於無始生死行施等法無正行，故不名善逝，佛有正道行施等行，故名善逝。”
- 《十號經》解：“如來正智能斷諸惑，妙出世間能往佛果，故名善逝。”
- 《大乘義章》解釋：“善者名好，逝者名去，如來好去，故名善逝。”[8]

### 世間解（lokavid）
（梵語：loka-vid，陽性單數主格：loka-vid；巴利語：loka-vidū，陽性單數主格：loka-vidū）
- 《成實論》解釋：“如來自已功德具足，得正智故能知世間一切心念。”
- 《十號經》中為“世間解無上士”，解釋：“正覺正知名世間解……；唯佛第一最上無等，名無上士。”[8]

### 無上士調御丈夫（anuttaraḥ puruṣadamyasārathiḥ，又譯無上丈夫調御士）
（梵語：anuttara，陽性單數主格：anuttaraḥ；巴利語：anuttara，陽性單數主格：anuttaro）

（梵語：puruṣa-damyasārathi，陽性單數主格：puruṣa-damyasārathiḥ；巴利語：purisa-dammasārathi，陽性單數主格：purisa-dammasārathi）
- 《成實論》為“無上”解釋：“知所念已而為說法，故名無上。”，為“調御”釋：“調御所當調者無不調伏，已調伏者永不敗壞。”
- 《十號經》解:“佛是大丈夫，而能調御善惡二類。……佛以第一義善涅槃之法，顯示調御令離垢染，獲得最上寂滅涅槃，是故得名調御丈夫。”[8]
- 《大智度論》為“無上”解釋：“如諸法中涅槃無上，眾生中佛亦無上。”
- 《大乘義章》為“無上士調御丈夫”解釋:“人中最勝，餘不能加，名無上士。……佛是丈夫，能調丈夫，是故號佛調御丈夫。”[8]

「anuttaraḥ」在梵語中兼有名詞（意謂至高無上者）與形容詞（意謂至高無上的）雙重詞性，如果當名詞用，則「anuttaraḥ puruṣadamyasārathiḥ」如同是二個名號。如果佛的其他九組名號的涵義難以被合併其中二組為一組，或刪去其中一組，則為了將佛的名號總數維持在十個，可採用「anuttaraḥ」的形容詞詞性，將「anuttaraḥ puruṣadamyasārathiḥ」整組詞的涵義理解為「至高無上的調御丈夫」以作為佛的其中一組名號，此時「至高無上的」這個形容詞是用來描述調御丈夫已經具有的高超性質。

### 天人師（Śāstādevamanuṣyāṇāṃ）
（梵語：Śāstṛ，陽性單數主格：Śāstā ；巴利語：Satthar，陽性單數主格：Satthā）

（梵語：deva-manuṣya，陽性複數属格：deva-manuṣyāṇāṃ；巴利語：deva-manussā，陽性複數属格：deva-manussānaṃ）
- 《成實論》解釋：“所調伏者天人是也，故名天人師。”
- 《十號經》釋：“所有苾芻、苾芻尼、烏波塞、烏波夷、及天上人間、沙門婆羅門、魔王外道、釋梵龍天，悉皆歸命，依教奉行，俱作佛子，故名天人師。”[8]

### 佛（buddho）
（梵語、巴利語：buddha，陽性單數主格：buddho）
- 《十號經》解釋:“智慧具足三覺圓明，是故名佛。”
- 《大乘義章》釋：“能覺無量諸煩惱已，令諸煩惱無所能為，故名為佛。……既能自覺，復能覺他，覺行窮滿，故名為佛。”
- 《大智度論》解：“知過去、未來、現在，眾生數、非眾生數，有常、無常等一切諸法，菩提樹下了了覺知，故名為佛陀。”[8]

### 世尊（bhagavān，又譯薄伽梵、婆伽婆）
（梵語：bhagavat，陽性單數主格：bhagavān；巴利語：bhagavant，陽性單數主格：bhagavā）
- 《成實論》解釋:“如是九種功德具足，於三世十方世界中尊，故名世尊。”
- 《大智度論》解釋:「婆伽婆者……是名『有德』……巧分別諸法總相別相，故名婆伽婆……是名『有名聲』……是人能破淫怒癡故，稱為婆伽婆。」…………「得是九種名號，有大名稱，遍滿十方，以是故名婆伽婆。」……「一切所願具足故，名『有德』。」
- 《十號經》解釋:“謂以智慧等法，破彼貪瞋癡等不善之法，滅生死苦，得無上覺，天人凡聖世間出世間咸皆尊重，故號世尊。”
- 《法蘊足論》解釋:「謂有善法，名薄伽梵……或脩善法，名薄伽梵……圓滿脩習身戒心慧，成就大我，無限無量，成無量法，名薄伽梵……具大威德，能往能至、能壞能成、能自在轉，名薄伽梵……又佛世尊，永破一切貪瞋癡等惡不善法、永破雜染後有熾然苦異熟果、永破當來生老病死，名薄伽梵……又佛世尊，於未聞法能自通達得最上覺，成現法智、無障礙智，善解當來脩梵行果，為諸弟子分別解說，設大法會普施有情，名薄伽梵……又佛世尊，為諸弟子隨宜說法，皆令歡喜恭敬信受、如教脩行名稱普聞，遍諸方域無不讚禮，名薄伽梵。”

據《中部》的複註（ṭīkā），薄伽梵又名為「天中天」（yato bhagavā devātidevoti vuccati）。早期來華的佛教譯師，如支婁迦讖等，亦會把薄伽梵譯為「天中天」。